# 蘇州賈氏
蘇州賈氏（ソジュガし、そしゅうかし、朝鮮語: 소주가씨）は、朝鮮の氏族の一つ。本貫は中華人民共和国江蘇省蘇州市である。韓国政府による2015年の統計では、8,798人。
始祖は、中国明の万暦帝の時代に朝鮮の役を征討するため派遣された明軍の兵士の賈維鑰である。

## 集姓村
- 忠清南道泰安郡南面
- 忠清南道泰安郡梨園面堂山里
- 忠清南道泰安郡泰安面[2]